# 1313: Hercules Unbound!
1313: Hercules Unbound! – amerykański film akcji z 2012 roku w reżyserii Davida DeCoteau. Akcja filmu toczy się w starożytnej Grecji, sam obraz charakteryzuje się homoerotyczną wymową. W roli głównej wystąpił Lou Ferrigno Jr., syn kulturysty i aktora Lou Ferrigno. Muzykę do projektu skomponował Harry Manfredini, autor ścieżek dźwiękowych do większości filmów z serii Piątek, trzynastego.

## Obsada
- Lou Ferrigno Jr. − Zeus
- Tyler P. Scott − Therstor
- Chelsea Rae Bernier − Atena
- Geoff Ward − Herkules
- Laurene Landon − Hera
- Brett Zimmerman − Dolon